# Adelina Engman
Adelina Engman, née le 11 octobre 1994 à Mariehamn, est une footballeuse internationale finlandaise évoluant au poste d'attaquante au FC Côme.

## Biographie

### Carrière en club
Adelina Engman commence sa carrière senior en jouant dans sa région natale, avec le club d'Åland United. En 2015, elle rejoint la Suède et le club de Kopparbergs Göteborg, et y reste trois saisons. En 2018, elle signe à Chelsea, en Angleterre, mais se blesse à la cuisse l'année suivante.
En juin 2020, elle rejoint le Montpellier HSC, en France, et devient la première finlandaise à porter les couleurs du club héraultais. 
Elle quitte le club un an plus tard pour retourner en Damallsvenskan, sous les couleurs de Växjö. 

### Carrière internationale
En mai 2012, Adelina Engman fait ses débuts avec l'équipe nationale de Finlande, lors d'un match contre la Belgique.

## Palmarès
Åland United
- Naisten Liiga (2)
  - Championne en 2009 et 2013
  - Finaliste en 2012 et 2014

 Chelsea FCW
- FA Women's League Cup (1)
  - Vainqueur en 2020

## Statistiques
| Saison                | Club                    | Championnat           | Championnat | Championnat | Coupe(s) nationale(s) | Coupe(s) nationale(s) | Compétition(s) continentale(s) | Compétition(s) continentale(s) | Compétition(s) continentale(s) | Total | Total |
| Saison                | Club                    | Division              | M.          | B.          | M.                    | B.                    | Comp.                          | M.                             | B.                             | M.    | B.    |
| 2009                  | Åland United            | Naisten Liiga         | 16          | 0           |                       |                       | -                              | -                              | -                              | 16    | 0     |
| 2010                  | Åland United            | Naisten Liiga         | 8           | 2           |                       |                       | -                              | -                              | -                              | 8     | 2     |
| 2011                  | Åland United            | Naisten Liiga         | 21          | 10          |                       |                       | -                              | -                              | -                              | 21    | 10    |
| 2012                  | Åland United            | Naisten Liiga         | 25          | 25          |                       |                       | -                              | -                              | -                              | 25    | 25    |
| 2013                  | Åland United            | Naisten Liiga         | 20          | 9           |                       |                       | -                              | -                              | -                              | 20    | 9     |
| 2014                  | Åland United            | Naisten Liiga         | 23          | 17          |                       |                       | -                              | -                              | -                              | 23    | 17    |
| Sous-total            | Sous-total              | Sous-total            | 113         | 63          | -                     | -                     | -                              | -                              | -                              | 113   | 63    |
| 2015                  | Kopparbergs/Göteborg FC | Damallsvenskan        | 17          | 3           | 1                     | 0                     | -                              | -                              | -                              | 18    | 3     |
| 2016                  | Kopparbergs/Göteborg FC | Damallsvenskan        | 22          | 4           | 2                     | 1                     | -                              | -                              | -                              | 24    | 5     |
| 2017                  | Kopparbergs/Göteborg FC | Damallsvenskan        | 20          | 3           | 1                     | 0                     | -                              | -                              | -                              | 21    | 3     |
| 2018                  | Kopparbergs/Göteborg FC | Damallsvenskan        | 11          | 2           | 4                     | 3                     | -                              | -                              | -                              | 15    | 5     |
| Sous-total            | Sous-total              | Sous-total            | 70          | 12          | 8                     | 4                     | -                              | -                              | -                              | 78    | 16    |
| 2018-2019             | Chelsea FCW             | FA WSL                | 11          | 2           | 5                     | 3                     | C1                             | 4                              | 1                              | 20    | 6     |
| 2019-2020             | Chelsea FCW             | FA WSL                | 2           | 1           | 1                     | 0                     | -                              | -                              | -                              | 3     | 1     |
| Sous-total            | Sous-total              | Sous-total            | 13          | 3           | 6                     | 3                     | -                              | 4                              | 1                              | 23    | 7     |
| 2020-2021             | Montpellier HSC         | D1                    | 16          | 1           | 0                     | 0                     | -                              | -                              | -                              | 16    | 1     |
| Sous-total            | Sous-total              | Sous-total            | 16          | 1           | 0                     | 0                     | -                              | -                              | -                              | 16    | 1     |
| Total sur la carrière | Total sur la carrière   | Total sur la carrière | 212         | 79          | 14                    | 7                     | -                              | 4                              | 1                              | 230   | 87    |